# Мурганы
Мурганы — упразднённая в 2021 году деревня в Кирилловском районе Вологодской области.
Входила в состав Ферапонтовского сельского поселения, с точки зрения административно-территориального деления — в Ферапонтовский сельсовет.
Расстояние по автодороге до районного центра Кириллова — 30 км, до центра муниципального образования Ферапонтово — 8 км. Ближайшие населённые пункты — Теряево, Яршево, Бяковское, Ереминское, Митинское, Емишево.
По данным переписи в 2002 году постоянного населения не было.
Упразднена 19 июля 2021 года постановлением Правительства Вологодской области.